# Chenornis graculoides
Chenornis graculoides — викопний вид буревісникоподібних птахів родини Альбатросові (Diomedeidae). Викопні рештки знайдені у провінції П'ємонт, на заході Італії та датується міоценом. Інколи відносять до родини Качкові (Anatidae).